# Campionat d'Espanya de trial 2020
La temporada de 2020 del Campionat d'Espanya de trial fou la 53a edició d'aquest campionat, organitzat per la Reial Federació Motociclista Espanyola. El calendari oficial constava de 6 proves puntuables, celebrades entre el 9 de febrer i el 15 de novembre. 4 de les proves programades es disputaren als Països Catalans: Aitona (9 de febrer), Ripoll (17 i 18 d'octubre) i Cal Rosal (la darrera, el 15 de novembre).

## Classificació final
| Posició | Pilot            | Motocicleta     | Punts |
| ------- | ---------------- | --------------- | ----- |
| 1       | Adam Raga        | TRRS            | 111   |
| 2       | Jorge Casales    | Gas Gas         | 104   |
| 3       | Jeroni Fajardo   | Sherco          | 83    |
| 4       | Gabriel Marcelli | Montesa         | 74    |
| 5       | Miquel Gelabert  | Vertigo/Gas Gas | 46    |
| 6       | Arnau Farré      | TRRS            | 46    |
| 7       | Pablo Suárez     | Montesa         | 46    |
| 8       | Jaime Busto      | Vertigo         | 45    |
| 9       | Francesc Moret   | Montesa         | 43    |
| 10      | Gerard Trueba    | Beta            | 35    |

## Categories inferiors

### TR2
| Posició | Pilot        | Motocicleta | Punts |
| ------- | ------------ | ----------- | ----- |
| 1       | Èric Miguel  | TRRS        | 100   |
| 2       | Sergi Ribau  | ?           | 98    |
| 3       | Pau Martínez | Vertigo     | 80    |

### TR3
| Posició | Pilot           | Motocicleta | Punts |
| ------- | --------------- | ----------- | ----- |
| 1       | Marc Horrach    | TRRS        | 93    |
| 2       | Francesc Recio  | Beta        | 80    |
| 3       | Joaquín Salcedo | TRRS        | 79    |

### Altres
| Categoria | Guanyador          | Motocicleta |
| --------- | ------------------ | ----------- |
| TR4       | Jordi Sanjuan      | Sherco      |
| Veterans  | Eduardo Alvarez    | TRRS        |
| Júnior    | Jordi Camp         | Montesa     |
| Cadet 125 | Hugo Barrera       | Sherco      |
| Cadet     | Marc Piqué         | Beta        |
| Juvenil A | Xurxo Neo          | Gas Gas     |
| Juvenil B | Fernando Solorzano | Gas Gas     |
| E-Trial   | Joan Solé          | Sorev       |

## Classificació per marques
| Posició | Marca       | Punts |
| ------- | ----------- | ----- |
| 1       | TRRS        | 242   |
| 2       | Sherco      | 214   |
| 3       | Gas Gas     | 207   |
| 4       | Vertigo     | 154   |
| 5       | Beta Trueba | 141   |
| 6       | Montesa     | 68    |